# 帕克兰 (佛罗里达州)
帕克兰（英語：Parkland），是美国佛罗里达州布勞沃德縣下属的一座城市。建立于1963年。面积约为27.9平方公里（约合10.8平方英里）。根据2010年美国人口普查，该市有人口23,962人，人口在該州排行第92。
2018年，当地的玛乔丽·斯通曼·道格拉斯高中的大规模枪击事件，当时造成17人死亡，14人送院治疗，事后2名學生自殺。因而成为美国历史上死伤最严重的高中枪击事件。